# Ascendancy (Album)
Ascendancy ist das zweite Musikalbum der US-amerikanischen Metal-Band Trivium. Es wurde 2005 über Roadrunner Records veröffentlicht.
Mit Ascendancy schafften Trivium den Durchbruch in der Metalszene. Vier Singles („Like Light to the Flies“, „Pull Harder on the Strings of Your Martyr“, „A Gunshot to the Head of Trepidation“ und „Dying in Your Arms“) wurden aus dem Album ausgekoppelt. Zu jeder Single wurde ein Videoclip gedreht. Dazu kommt ein Promovideo für „Rain“.
Aufgenommen wurde das Album in den Audio Hammer Studios in Sanford, Florida, sowie bei Morrisound Recording in Tampa, Florida unter der Regie von Jason Suecof und Matthew Heafy. Gemischt wurde das Album von Andy Sneap.
In den USA erreichte das Album Platz 151 in den Albumcharts. In Großbritannien erreichte das Album Platz 78 und verkaufte sich über 100.000 Mal. Dafür erhielt Ascendancy im Sommer 2006 eine Goldene Schallplatte.
Im Mai 2006 wurde das Album wiederveröffentlicht. Neben vier Bonussongs enthält die Neuveröffentlichung eine DVD mit Konzertmitschnitten, die in London aufgenommen wurden.

## Titelliste
1. The End of Everything (Heafy, Suecof) – 1:20
2. Rain (Heafy, Beaulieu) – 4:11
3. Pull Harder on the Strings of Your Martyr (Heafy, Beaulieu, Smith) – 4:51
4. Drowned and Torn Asunder (Heafy, Beaulieu) – 4:17
5. Ascendancy (Heafy) – 4:25
6. A Gunshot to the Head of Trepidation (Heafy, Beaulieu) – 5:55
7. Like Light to the Flies (Heafy, Beaulieu) – 5:40
8. Dying in Your Arms (Heafy) – 2:53
9. The Deceived (Heafy, Beaulieu) – 5:11
10. Suffocating Sight (Heafy) – 3:47
11. Departure (Heafy) – 5:41
12. Declaration (Heafy) – 7:00

### Bonustitel der Wiederveröffentlichung
1. Blinding Tears Will Break the Skies – 5:40
2. Washing Away Me in the Tides – 3:46
3. Master of Puppets (Metallica-Cover) – 8:06
4. Dying in Your Arms (Videomix) – 3:05